# Cottage Grove (Oregon)
Cottage Grove è una città degli Stati Uniti, situata in Oregon, nella contea di Lane.